# Orkhon (district)
Pour les articles homonymes, voir Orkhon (homonymie).
Orkhon (Mongol : Орхон) est un sum (district) de la province de Selenge, au nord de la Mongolie.